# Rushton (Staffordshire)
Rushton es una parroquia civil del distrito de Staffordshire Moorlands, en el condado de Staffordshire (Inglaterra).

## Geografía
Según la Oficina Nacional de Estadística británica, Rushton tiene una superficie de 13,14 km².

## Demografía
Según el censo de 2001, Rushton tenía 474 habitantes (53,8% varones, 46,2% mujeres) y una densidad de población de 36,07 hab/km². El 16,88% eran menores de 16 años, el 77,64% tenían entre 16 y 74, y el 5,49% eran mayores de 74. La media de edad era de 42,19 años. Del total de habitantes con 16 o más años, el 22,59% estaban solteros, el 64,97% casados, y el 12,44% divorciados o viudos.
El 96,84% de los habitantes eran originarios del Reino Unido. El resto de países europeos englobaban al 0,63% de la población, mientras que el 2,53% había nacido en cualquier otro lugar. Según su grupo étnico, el 97,89% eran blancos y el 2,11% mestizos. El cristianismo era profesado por el 84,42%, el judaísmo por el 0,63% y cualquier otra religión, salvo el budismo, el hinduismo, el islam y el sijismo, por el 0,63%. El 9,26% no eran religiosos y el 5,05% no marcaron ninguna opción en el censo.
Había 185 hogares con residentes, 7 vacíos, y 3 eran alojamientos vacacionales o segundas residencias.